# Tom Bethea
Tom Bethea, detto The Bomb (New York, 24 gennaio 1944), è un ex pugile statunitense, sfidante al titolo mondiale dei pesi medi e due volte avversario di Nino Benvenuti.

## Carriera
Venticinquenne, nel maggio 1969 il newyorchese è ingaggiato da Nino Benvenuti per fargli da sparring partner in vista del suo match contro Dick Tiger, al Madison Square Garden.
Successivamente, dopo aver combattuto solo 12 match, con un pari e due sconfitte, Bethea affronta l'argentino Carlos Monzón al Luna Park di Buenos Aires. Perde ai punti in dieci riprese ma con verdetto contrastato. Il 23 luglio 1969, a Miami, perde invece con verdetto unanime da Luis Manuel Rodríguez un match con in palio la chance di combattere per la cintura mondiale dei pesi medi, detenuta da Benvenuti.
Dopo la vittoria contro Rodríguez e alcuni mesi di inattività, il 13 marzo 1970, Benvenuti vola a Melbourne per affrontare, senza titolo in palio, il suo ex sparring partner. Sorge subito un "giallo" perché il manager Amaduzzi pretende in anticipo il versamento della borsa di 19 milioni. Alla quarta ripresa Bethea mette il campione in forte difficoltà. Al settimo round questi scivola a terra ma non viene contato dall'arbitro. Nella ripresa successiva, dopo pochi secondi, Benvenuti alza il braccio e abbandona. Il motivo sarebbe un'incrinatura della nona costola, inizialmente esclusa dall'ospedale locale ma poi confermata dalle lastre effettuate all'ospedale di Bologna. Secondo lo sconfitto, la causa sarebbe stata una presunta irregolare testata dello statunitense, forse alla quarta ripresa. In ogni caso, Tom Bethea è il primo pugile a battere Benvenuti prima del limite.
Colpito nell'orgoglio, il triestino vuole subito la rivincita, mettendo in palio la cintura di Campione del Mondo. Stavolta l'esito è diverso. È Benvenuti a vincere per KO alla ottava ripresa, sul ring di Umago, a poca distanza dalla sua città natale, il 23 maggio 1970. Il colpo decisivo è un micidiale gancio destro dei giorni migliori del pugile italiano.
Tra il 1971 e il 1972 Bethea incontra, tra gli altri, Jean-Claude Bouttier, Bennie Briscoe e Bunny Sterling, perdendo sempre prima del limite.
Passa quindi ai pesi mediomassimi, con risultati inizialmente migliori. Il 3 giugno 1974, a Toronto, batte l'ex campione d'Italia, Domenico Adinolfi, ai punti. Sempre ai punti batte l'ex Campione d'Europa Tom Bogs, a Copenaghen, costringendolo al ritiro.
Successivamente, a Las Vegas perde ai punti da Mike Quarry, fratello del più famoso Jerry Quarry, già avversario di Muhammad Ali. Il 22 aprile 1977 perde dal futuro Campione del Mondo Marvin Johnson per knock-out tecnico alla quarta ripresa. Il 15 febbraio 1978 perde ai punti in otto riprese dal campione olimpico uscente Michael Spinks, futuro Campione del Mondo dei mediomassimi e massimi. Dopo altre due sconfitte si ritira dal pugilato.